# Terminator: Resistance
『Terminator: Resistance』（ターミネーター：レジスタンス）は、テヨンが開発しReef Entertainmentより発売されたMicrosoft Windows、PlayStation 4、Xbox One用ファーストパーソン・シューティングゲーム。2019年11月15日にヨーロッパとオーストラリアでリリースされた。アメリカでは、WindowsバージョンはSteamを通じて1日前にリリースされたが、他のバージョンは2020年1月7日にリリースされた。日本版は2020年8月27日にリリースされた。

## 概要
映画『ターミネーター』（以下『T1』と表記）、『ターミネーター2』（以下『T2』と表記）で描かれた、未来における人類とスカイネットの戦争を題材にしたFPS。舞台は「審判の日」から約30年後の2029年のロサンゼルス。プレイヤーは主人公の抵抗軍兵士「ジェイコブ・リバース」を操作し、スカイネットが送り込む機械軍との戦いに挑む。
物語はチャプター方式で進み、荒廃したフィールドを探索して部品や資材を集め、自分の武器を強化する。また、戦闘などで得られるスキルポイントを使用して、新たなスキルを身に着けて自身を強化していく。フィールドにはスカイネット側の機械やターミネーターが徘徊しており、倒して進むか見つからないように隠密行動で進むかは、プレイヤー次第である。
登場人物の何人かには「好感度」が設定されており、会話中に選ぶ選択肢やサブクエストの進行状況によって好感度が変動する。また、「好感度」やプレイヤーの決定によってストーリーの展開も変わってくる。
また、発売から一年が経つ2020年11月にはSteam版限定で、新たにT-800の侵入者となってレジスタンスの情報技術部隊に潜入するミッション「侵入者モード」が無料DLCで追加された。それにあわせてゲーム本編の前日章を描くデジタルコミック「Zero Day Exploit Comic」も無料DLCにて公開された。
さらに、2021年12月には『T1』に登場したカイル・リースらとチームを組み任務に挑む有料DLC「Annihilation Line」が配信された。

## キャラクター

### 主人公
ジェイコブ・リバース
本作の主人公で、抵抗軍パシフィック師団の生き残り。認識番号はDN46890。年齢は29歳前後。
自らの所属していたパシフィック師団が、人間に擬態したターミネーターによって壊滅。その驚異的なターミネーターの情報を南師団に伝えるため、ロサンゼルスのパサデナにやってくる。ライアンら生存者グループと行動を共にし、その後に南師団に合流。バロン司令官の部下となり、軍曹の地位を得る。
ある理由でスカイネットにマークされており、抹殺リストにジョン・コナーらと共に名前が載っている。

### 生存者グループ
ライアン
生存者グループのリーダー的存在の、初老の男性。メカニックであり、ガソリン車であればバスでも直すことが出来る。
ジェニファー
本作のヒロイン的存在で、パサデナ在住のスカベンジャー。義弟の幼いパトリックを常に気に掛けている。
パトリック
ジェニファーの義理の弟。スカベンジャーになることに憧れている。
エリン
生存者グループの一員の老婦人で、医師。「審判の日」以前はハリウッドヒルズに住んでいた。
コリン
生存者グループの一員で、見張りや偵察を担う。隻眼で、性格はやや粗雑。
マーク
生存者グループの一員。人類壊滅軍の襲撃によって重傷を負っている。
ローラ
パサデナでジェイコブに助けられ、生存者グループに合流した女性。

### 抵抗軍
ジェシカ・バロン
抵抗軍南師団の司令官で、指導者ジョン・コナーの部下。認識番号はDN38217。
大きな脅威となる人間に擬態したターミネーターの情報をもたらしたジェイコブを、自らの師団に迎え入れ、軍曹の地位を与える。戦争に勝つため、自身の師団を強く統制している。ある理由でマックに激しい憎悪を抱いている。
アルヴィン・スコット
抵抗軍南師団に所属する科学者。ジェイコブにプラズマ武器の改造の仕方を教えてくれる。
補給将校
抵抗軍南師団の一員で、ジェイコブに補給物資を提供してくれる将校。本名は不明。
ジョン・コナー
『T2』の序章で登場した、顔の左側に大きな傷跡がある抵抗軍の最高指導者。抵抗軍北師団を率いている。スカイネットの抹殺リストの筆頭に名を連ねる。
ペリー
「Zero Day Exploit Comic」に登場。抵抗軍南師団の前司令官であり、バロンの恋人。本編や「Annihilation Line」でも名前だけ登場している。
ダニエル・ラミレス
「侵入者モード」に登場。技術情報部隊の野戦司令官。彼を抹殺するため、人間に擬態したT-800が差し向けられている。
カイル・リース
『T1』及び「Annihilation Line」に登場。抵抗軍北師団に所属しており、階級は軍曹。本編でも名前だけ登場している。
ジョン・コナーの右腕で、彼に全幅の信頼を寄せている。ジョン・コナーの命令でジェイコブらのチームのリーダーとなり、連絡が途絶えたノースリッジ前哨基地の調査と住民の救出任務にあたる。
シャーロット・フェロ
「Annihilation Line」に登場。抵抗軍北師団に所属しており、階級は伍長。爆発物のスペシャリスト。カイルとは入隊した時からの付き合い。
エヴァンス
「Annihilation Line」に登場。抵抗軍南師団に所属しており、階級は伍長。スナイパー。
ジェイコブ同様、壊滅した別の師団の生き残り。寡黙だが力持ちで、ターミネーターを素手で破壊したという逸話を持つ。ジョン・コナーに会いたがっている。

### その他
謎の男
ジェイコブの前に度々姿を現す、素顔を隠した男。ジェイコブを何度も危機から救うが、ある理由により、ジェイコブに自らの素性を明かすことを頑なに拒む。
エドウィン・マック
かつて抵抗軍の技術情報部隊の筆頭科学者だった男。ネットワークやハッキングに関しては極めて高い技術を持つ。また、スカイネットの第一世代プラズマライフルを抵抗軍が扱えるようにしたのも彼。現在はハリウッドヒルズの地下に研究所を築き、そこで敵機の研究をしている。とある理由から、バロン司令官と傘下の師団の一部構成員からは蛇蝎の如く嫌われている。
フランク・リバース
「Annihilation Line」に登場。ジェイコブの父親で、スカベンジャー。ジェイコブが12歳を迎えたお祝いに彼が「審判の日」以前に通っていた学校の探索に誘った。
アンセルモ
「Annihilation Line」に登場。人類壊滅軍に捕まった住民の一人だが、自力で脱出することに成功する。エヴァンスを目にした際、何故か酷く怯えた様子を見せる。

## 人類壊滅軍
スカイネットが管理している、人類壊滅を目的とした機械軍。

### 機械
標準武器で倒すことが可能なユニット。共通して、正面にある赤く光るランプを弱点とする。
偵察スパイダー
地上を無数に徘徊し偵察を行っている、小型のクモ型のマシーン。接近してきた後、電撃で攻撃してくる。
装甲スパイダー
4本脚で移動する、大型のクモ型戦闘マシーン。通常はガトリング、接近すると機体下方に向かって火炎放射をして攻撃してくる。弱点を装甲で守る動作をする。
シルバーフィッシュ
小型の虫のような形のマシーン。普段は地中に待機しており、人間が近づくと出て来て体当たりし、人間もろとも自爆する。
偵察ドローン
空中を浮遊している偵察用ドローン。接近してきた後、電撃で攻撃してくる。
装甲ドローン
ガトリングガンやプラズマガンを装備し、頑丈な装甲に守られた戦闘用ドローン。装甲スパイダー同様、弱点を装甲で守る動作をする。
プラズマタレット(小)
主にスカイネットの基地局などに設置されている、小型の固定式プラズマガン。ハッキングすることで敵機に対して攻撃させることもできる。レッドプラズマセルを使用。
プラズマタレット(大)
主にスカイネットの基地局などに設置されている、大型の固定式プラズマガン。ハッキングすることで敵機に対して攻撃させることもできる。バイオレットプラズマセルを使用。

### ターミネーター
人型のターミネーターで、共通して弱点は頭部。また、弱点を集中攻撃するなどして短時間に大きなダメージを与えることで怯ませられる。なお、実弾を使用する標準武器ではダメージを与えることができない(ただし、T-47以外の機種はショットガンでの攻撃で一時的に怯ませることが可能)。
T-800
『T1』『T2』に登場していたものと同型の「サイバーダインシステムズ・101型」だが、エンドスケルトンを生体組織で覆っていない、単純な歩兵ユニットである。第一世代型プラズマライフルを1丁所持している。爆発に巻き込みライフルを失った状態にしたり、接近しすぎたりすると打撃による即死攻撃をしてくる。
「侵入者モード」では人間に擬態した個体（ただし、登場時には既に生体組織が剥がれて骨格が剥き出しになっている箇所があるため、人間に見つかると即座に攻撃される）を操作し、技術情報部隊の野戦司令官ダニエル・ラミレスを探し出し抹殺する任務を遂行する。『T1』『T2』で描写されたように、視界は赤色の濃淡でイメージ処理されているが、人間と同じ視界に切り替えることも可能。
T-808
T-800の亜種で、火炎放射器を所持している機体。別名「T-808フレーマー」。背中のボンベを攻撃して爆発させることでダメージを与えることもできる。その際、火炎放射器も破壊されるため、打撃攻撃に移行する。
T-825
T-800の亜種で、第一世代型プラズマライフルを2丁所持している機体。『T2』冒頭の未来戦争シーンにて、同様の兵装のターミネーターが登場している。
T-820
T-800の強化型で、第二世代型プラズマライフルを1丁所持している機体。外見に差異はないが、耐久力が向上しているだけでなく、追跡能力も上昇している。
T-825V
T-825の強化型で、第二世代型プラズマライフルを2丁所持している機体。
T-850
T-800の改良型で、映画「ターミネーター3」に登場したものと同型。パワー・耐久力共に大幅に強化されている。人工皮膚で覆われ人間に擬態した潜入型ターミネーターで、ジェイコブが所属するパシフィック師団を壊滅させ、その後もジェイコブを抹殺するべく追跡していた。既に複数体が生産、投入されており、いずれも人工皮膚と第二世代スカイネットミニガンで武装している。
T-600
「Annihilation Line」に登場。T-800の前身にあたる初の人型ターミネーターだが、2029年時点で既に製造中止となっている。ミニガンを所持しているが、倒しても入手できない。
T-650
「Annihilation Line」に登場。T-600の強化型で、ゴム製のマスクで覆われた顔を持つ。T-600同様、製造中止となったモデルで、ミニガンも入手できない。

### ハンターキラー
HK-エアリアル
『T1』『T2』にも登場した、上空を飛行し地上を偵察する大型の飛行型ハンターキラー。バイオレットプラズマセルを使用する第二世代プラズマライフルや、ロケットランチャー及びグレネードランチャーでの攻撃以外は無効化される。
HK-タンク
『T1』『T2』にも登場した、T-47をも遥かに上回る巨体の戦車型ハンターキラー。機体後方にある赤いランプが弱点で、ボディに対しての攻撃は基本的に無効化される。最終ミッションでは、プログラムを書き換えられたHK-タンク一機が人類抵抗軍側の切り札として投入され、突入部隊を支援する。
T-47
T-800の数倍程の体躯を誇る大型二足歩行兵器。最近新たに確認された新型で、両手にガトリングガン、肩にはミサイルランチャーを装備している。機体の命名法則からターミネーターの一種と思われがちだが、作中でのバロン司令官の言によれば「二足歩行型ハンターキラー」であるとされている。終盤ではガトリングガンの代わりにプラズマライフルを装備したモデルも登場する。
HK-センチュリオン
「Annihilation Line」に登場。多脚型ハンターキラー。外観は『ターミネーター:新起動/ジェニシス』のプロローグで登場した兵器と酷似している。

## 武器

### 標準武器
主にゲーム序盤で入手できる武器。ターミネーターにはダメージを与えられない。『T1』『T2』に登場している。
M1911
謎の男から与えられる拳銃。小口径弾を使用。
UZI
ライアンから渡される短機関銃。小口径弾を使用。
M16
隠れ家の武器庫で手に入る自動小銃。中口径弾を使用。
レミントンM870
近距離で大きなダメージを与える散弾銃。ショットガンの弾を使用。標準武器の中では唯一、T-47以外のターミネーターを怯ませることが可能。
M134ミニガン
「侵入者モード」で抵抗軍の銃座から入手できる機関銃。ミニガンの弾薬を使用。
AMTハードボーラー
「侵入者モード」及び「Annihilation Line」で入手できる拳銃。小口径弾を使用。

### プラズマ武器
ゲーム中盤から入手できる武器。人型のターミネーターにダメージを与えられるだけでなく、敵を倒して入手するチップを使うことで性能を強化することができる。
プラズマライフルTC2000-R/V-25A
標準的な第一世代可変式プラズマライフル。レッドプラズマセルを使用。
第二世代のV-25Aはバイオレットプラズマセルを使用。
スコープ付きプラズマライフルTC2100-R/V-25B
TC2000-RにCRTモニタースコープが付いたモデル。レッドプラズマセルを使用。
第二世代のV-25Bはバイオレットプラズマセルを使用。
プラズマTC16-R/TC30-V
第一世代プラズマバトルライフル。レッドプラズマセルを使用。
第二世代のTC30-Vはバイオレットプラズマセルを使用。
レールプラズマRG01/VG01
第一世代スナイパープラズマライフル。レッドプラズマセルを使用。
第二世代のVG01はバイオレットプラズマセルを使用。
プラズマミニガンRSB-80/VSB-90
高連射速度の第一世代重プラズマ武器。レッドプラズマセルを使用。
第二世代のVSB-90はバイオレットプラズマセルを使用。
スカイネットプラズマR95/V96
ウェスティングハウス第一世代プラズマライフル。レッドプラズマセルを使用。T-800、T-825が所持しており、倒すことでプレイヤーが取得、使用することも可能。ただし、爆発によって倒した場合はライフルも破壊されてしまう。リロードは必要ないが撃ち続けると一時的にオーバーヒートする。
第二世代のV96はT-820、T-825Vが所持しており、バイオレットプラズマセルを使用。
スカイネットミニガンVSB-95
T-850が所持している第二世代のプラズマミニガン。スカイネットプラズマ同様リロードは必要ないものの撃ち続けると一時的にオーバーヒートする。VSB-90より一発の威力は高いが、代わりに連続で撃てる弾数は少ない。

### 爆発物
熱感知RL-92
発射されたミサイルが自動的に熱源へ向かう単発式ロケットランチャー。熱感知ミサイルを使用。
レーザー誘導RL-43
発射したミサイルの弾道をレーザーで誘導できる単発式ロケットランチャー。レーザー誘導ミサイルを使用。
M79グレネードランチャー
「侵入者モード」及び「Annihilation Line」で入手できる単発式グレネードランチャー。グレネードランチャー弾を使用。
粘着爆弾
壁や床に張り付けて使用する設置型爆弾。同時に複数個爆発させることが可能。
レーザートラップ
レーザーに触れると自動的に爆発する設置型爆弾。スキルレベルによって、無効化させたり回収することが可能。プレイヤーが被爆すると即死する。
パイプグレネード
サブウェポンとして装備できる、導火線に火を点けることで爆発する標準的な手榴弾。ほぼ全ての敵に対してダメージを与えることができる。また、壁を破壊することもできる。
『T1』において、カイルがモーテルで作成した爆弾と同じ形状。
缶グレネード
サブウェポンとして装備できる、取っ手を回すことで爆発のカウントが始まる大きめの手榴弾。パイプグレネードより爆発範囲が広く、与えられるダメージも大きい。
『T1』において、カイルの回想の中でHK-タンクを破壊する際に用いたものと同じ形状。

### その他
鉄パイプ
主にドアを塞いでいる木材の破壊に使用するが、攻撃も可能。インベントリの枠をとらない。
サウンドデコイ
投げると音を鳴らして敵の注意を引く。ただし、プレイヤーが検知されている状態では注意を引くことはできない。攻撃はできない。
ターミネーションナイフ
ターミネーターの首もとに突き刺して回路をショートさせ、動作不能にさせることができるナイフ形の武器。隠密行動専用の武器で、装備した状態で敵の背後から近づくと特殊なコマンドが表示される。

### 人類壊滅軍使用武器
電気ショック
偵察スパイダー、偵察ドローンが装備している。攻撃範囲が狭く、接近しないと使用できない。
ガトリングガン
装甲スパイダー、装甲ドローン、T-47、HK-タンクが装備している。断続的に射撃して攻撃してくる。中口径弾を使用。
火炎放射器
装甲スパイダーに装備されている他、T-808も装備している。T-808はガスボンベを背負っているため、ガスボンベを破壊すると爆発とともに火炎放射器自体も破壊される。
ミサイル
T-47、ハンターキラーが装備している。プレイヤーに直撃すると即死する。